# Sian Rainsley
Sian Rainsley (Coventry, 19 de abril de 1997) es una deportista británica que compite en triatlón.
En los Juegos Europeos de Cracovia 2023 consiguió una medalla de plata en la prueba de relevo mixto. Ganó dos medallas en el Campeonato Europeo de Triatlón de 2021, oro en el relevo mixto y bronce en la prueba individual.

## Palmarés internacional
| Juegos Europeos    | Juegos Europeos     | Juegos Europeos   | Juegos Europeos |
| Año                | Lugar               | Medalla           | Prueba          |
| ------------------ | ------------------- | ----------------- | --------------- |
| 2023               | Cracovia (Polonia)  | Medalla de plata  | Relevo mixto    |
| Campeonato Europeo |                     |                   |                 |
| Año                | Lugar               | Medalla           | Prueba          |
| 2021               | Kitzbühel (Austria) | Medalla de oro    | Relevo mixto    |
| 2021               | Valencia (España)   | Medalla de bronce | Individual      |